# Scaphandrier

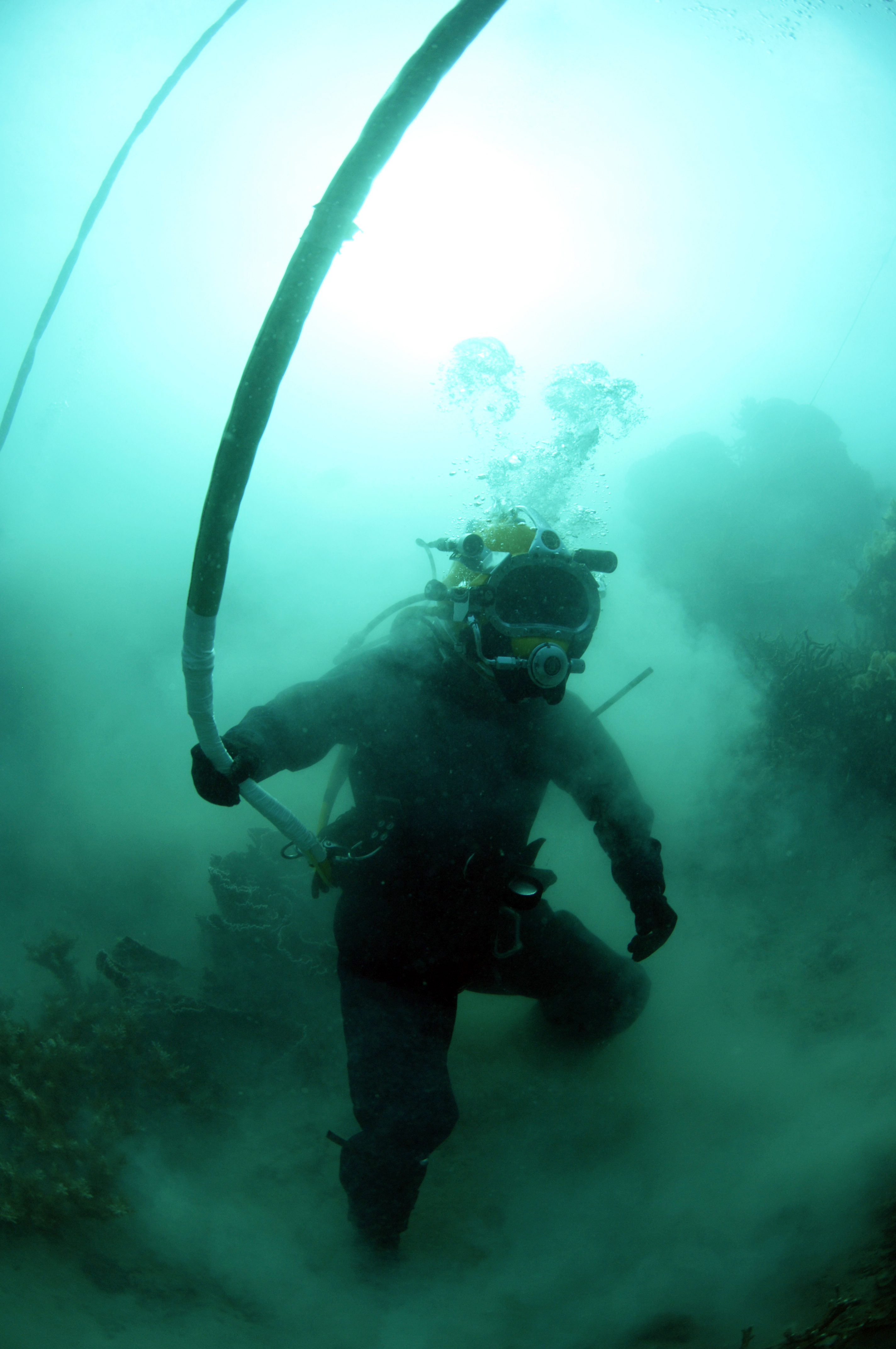
Un scaphandrier de l'US Navy, en mission aux Palaos, cherche l'épave d'un avion américain abattu en mer au cours de la Seconde Guerre mondiale.

Un scaphandrier est un plongeur sous-marin effectuant des explorations, des inspections ou des travaux subaquatiques. Les scaphandriers peuvent travailler dans différents domaines, tels que le génie civil, le génie militaire, le forage ou la production gazière ou pétrolière.

## Compétences professionnelles
Les scaphandriers contemporains sont des ouvriers généralement polyvalents ayant des connaissances dans la soudure, le coupage, les explosifs, la menuiserie, le béton, les composés d'injection, les outils pneumatiques et hydrauliques, l'opération de chambres hyperbares, la vidéo et la photographie sous-marine, la manœuvre d'embarcation, en plus de l'utilisation et l'entretien d'une grande variété d'équipements de plongée.

## Équipements habituels
Contrairement au plongeur autonome, le scaphandrier est, le plus généralement, alimenté en gaz respirable par la surface, via son narguilé, partie intégrante de son scaphandre à casque. Il utilise différents types de casques de plongée et d'habits en fonction du travail qu'il a, à effectuer ou des conditions dans lesquelles il doit plonger. Il y a eu tout de même quelques modèles de scaphandres qui ont été autonomes et n'ont donc pas été alimentés en air de surface, comme, entre autres, les scaphandres Rouquayrol-Denayrouze (détendeurs alimentés par une réserve d'air comprimé et fabriqués en France à partir de 1864), ou les scaphandres Dräger (recycleurs alimentés en oxygène et fabriqués en Allemagne à partir de 1912).
De nos jours, les scaphandriers utilisent des vêtements étanches, un casque KMB et sont alimentés en gaz par narguilé. Lorsque les scaphandriers sont amenés à travailler à des profondeurs comprises entre 18 et 350 mètres, le scaphandrier peut plonger en respirant des mélanges de gaz qui adaptent la teneur en oxygène à la profondeur de travail, comme le nitrox ou l'héliox. Si elles sont strictement contrôlées et préparées à l'avance, les plongées aux mélanges permettent aux scaphandriers de travailler à des profondeurs de l'ordre de 200 ou 300 mètres, voire de 500 mètres, comme celles réalisées dans les années 1970 par la Comex et le GISMER.
Les scaphandriers professionnels, civils ou militaires, peuvent aussi plonger à des profondeurs de l'ordre de centaines de mètres en utilisant un scaphandre rigide, mais ce type de scaphandre est destiné à des travaux rares et chers à effectuer. Le scaphandre rigide Newtsuit, un modèle canadien, permet de travailler à 300 mètres de profondeur. Ses dérivés, commercialisés sous la marque Hardsuit, sont opérationnels jusqu'à 600 mètres.

## En France
En l'état actuel de la législation, pour exercer en France ou dans les eaux françaises le métier de scaphandrier il faut être détenteur d'un diplôme de scaphandrier (certificat d'aptitude à l'hyperbarie) mention A, délivré par trois organismes en France :
- L'INPP (Institut national de Plongée professionnelle, fermé en juin 2024), école professionnelle de plongée siégeant à Marseille avec une succursale à Lorient,
- L'ENS (École Nationale des Scaphandriers), centre de formation situé à Fréjus dans le Var, anciennement école de Saint-Mandrier-sur-Mer.
- Le CAP Trébeurden (Centre d'activité Plongée), centre de formation situé à Trébeurden.

Galerie d'images : scaphandriers d'aujourd'hui et d'antan
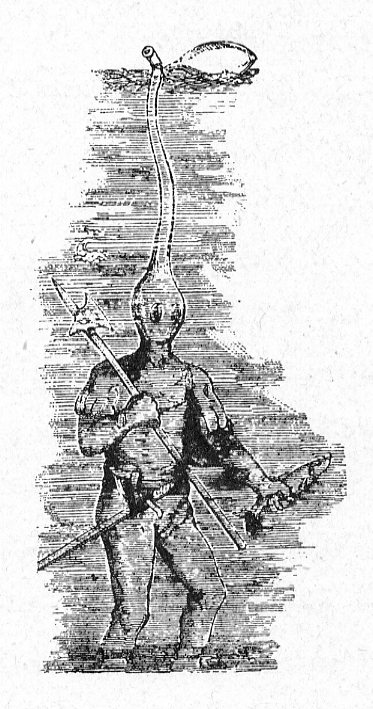
Un scaphandrier de l'ouvrage de Végèce, De re militari, édition de 1511 : on ne sait pas s'il a pris le poisson à la hallebarde ou à l'épée.
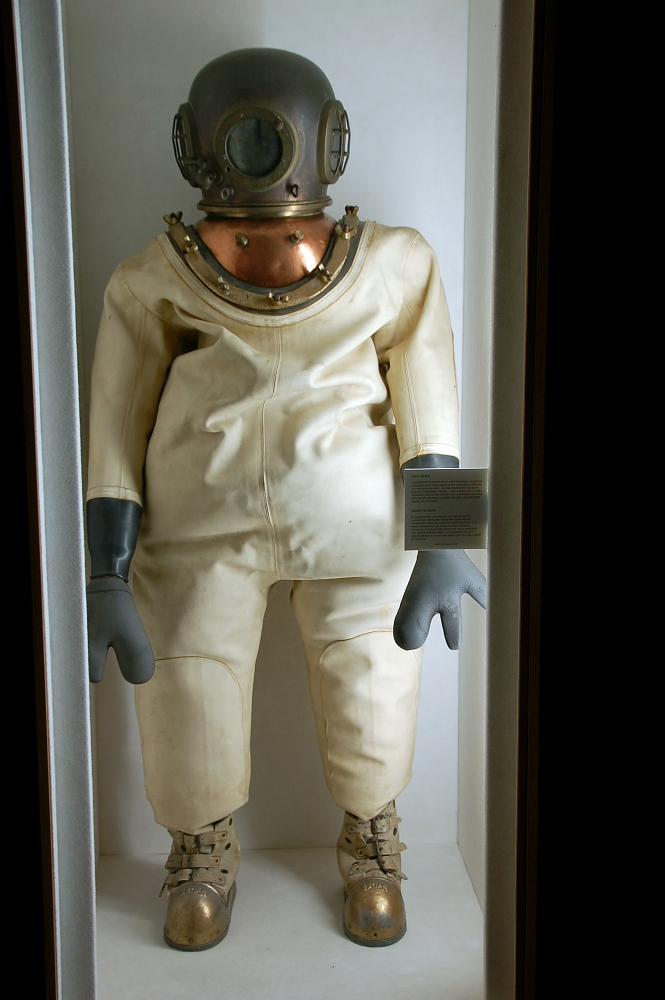
Scaphandre traditionnel, alimenté en air de surface et datant du XIXe siècle (Musée maritime de Barcelone).
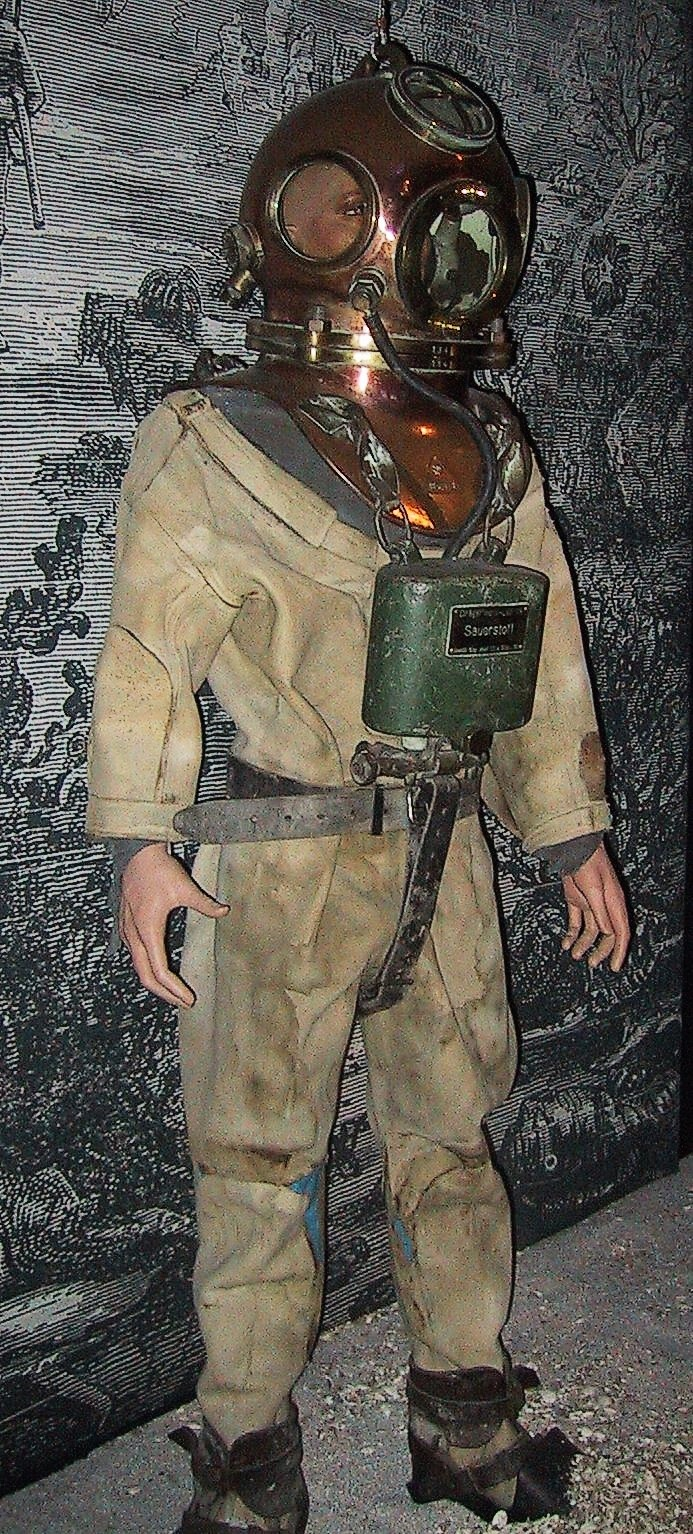
Le casque scaphandre Draeger DM20 est un modèle de recycleur datant de 1915. Cet exemplaire a été fabriqué en 1936 et se trouve exposé au musée Océanopolis, à Brest.
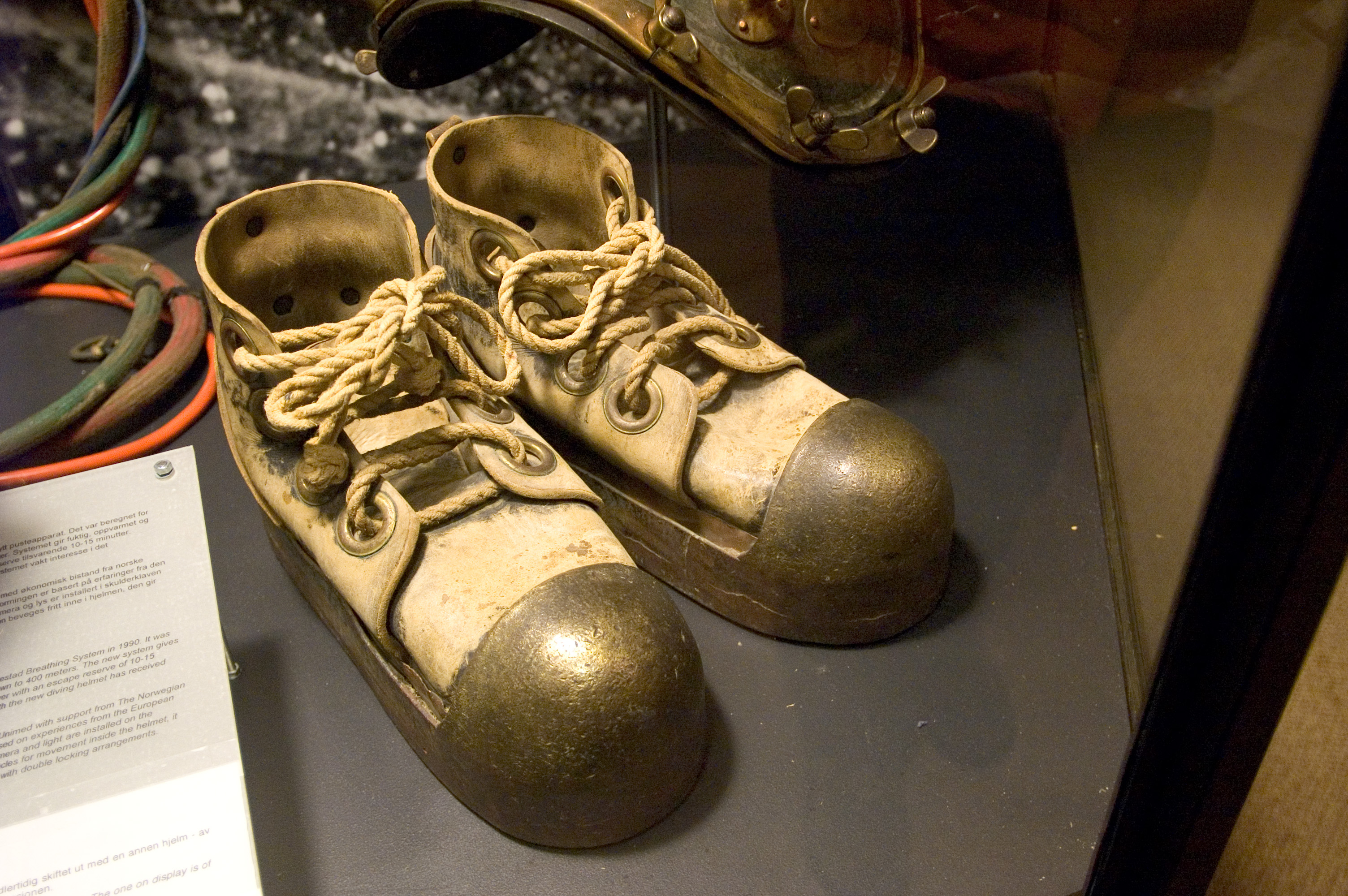
Anciennes chaussures lestées pour déambuler sur le fond marin (musée Sjøfart, en Norvège).
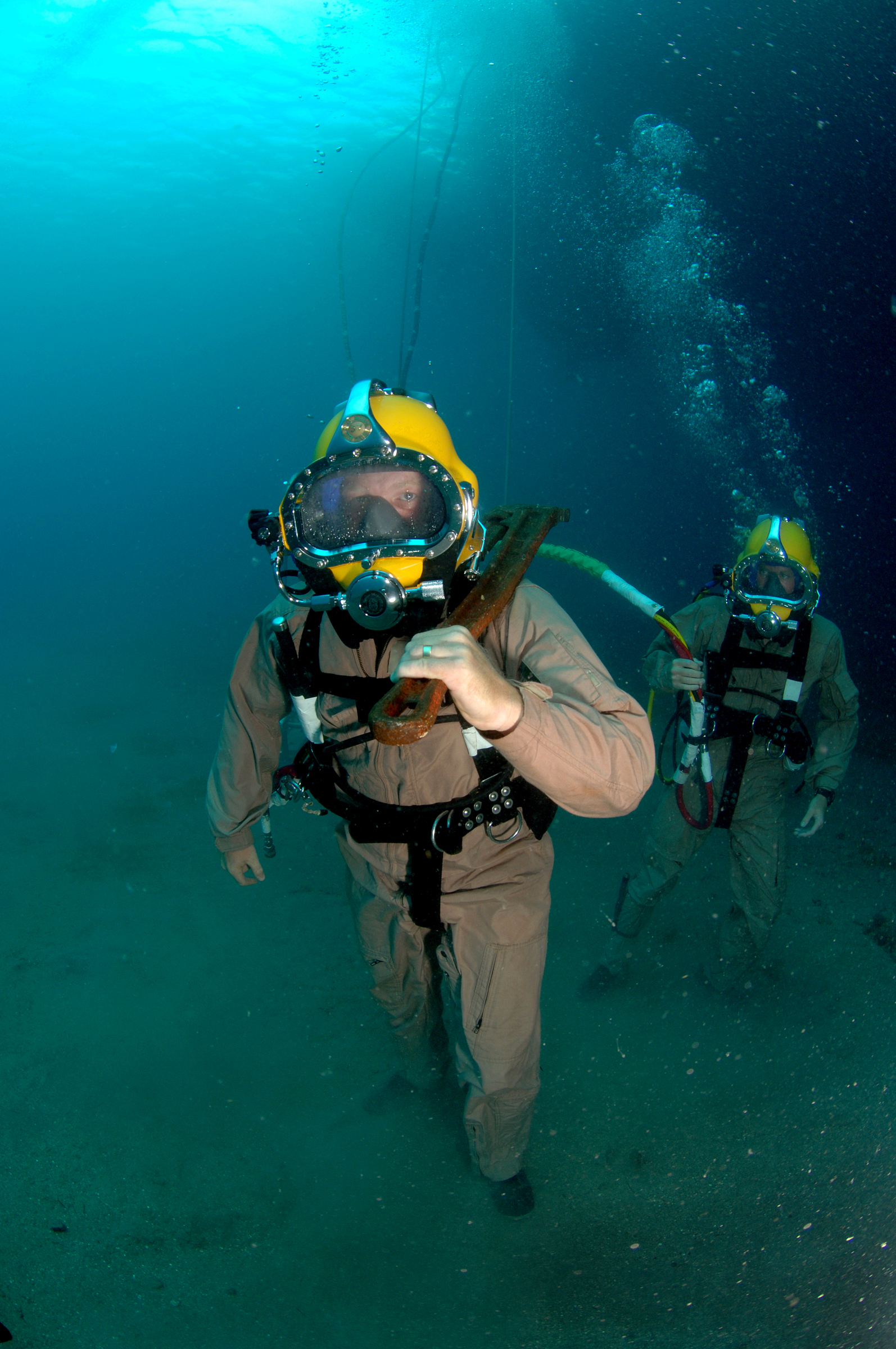
Scaphandriers modernes marchant sur un fond marin.
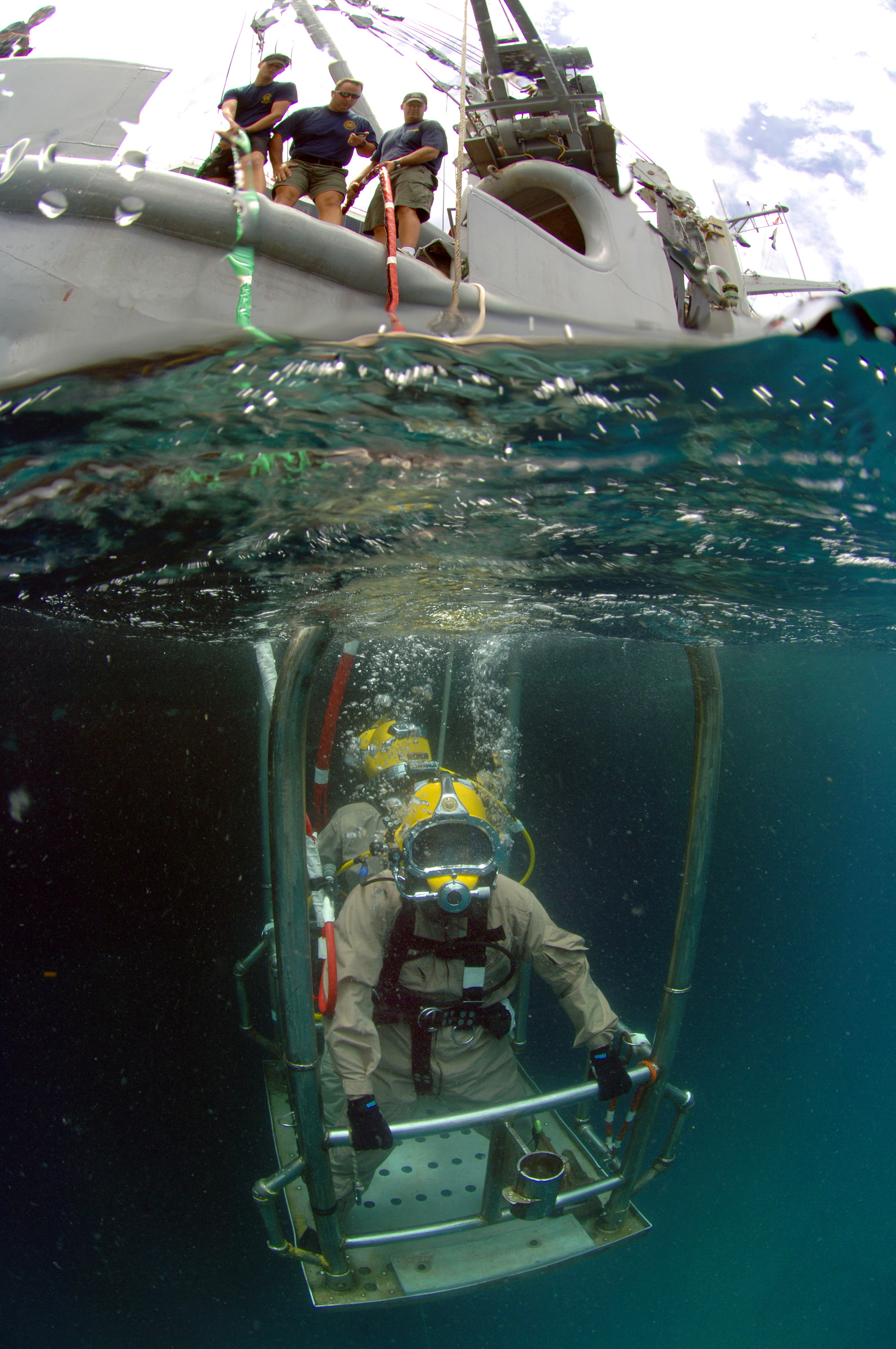
Une plate-forme de descente pour scaphandriers.
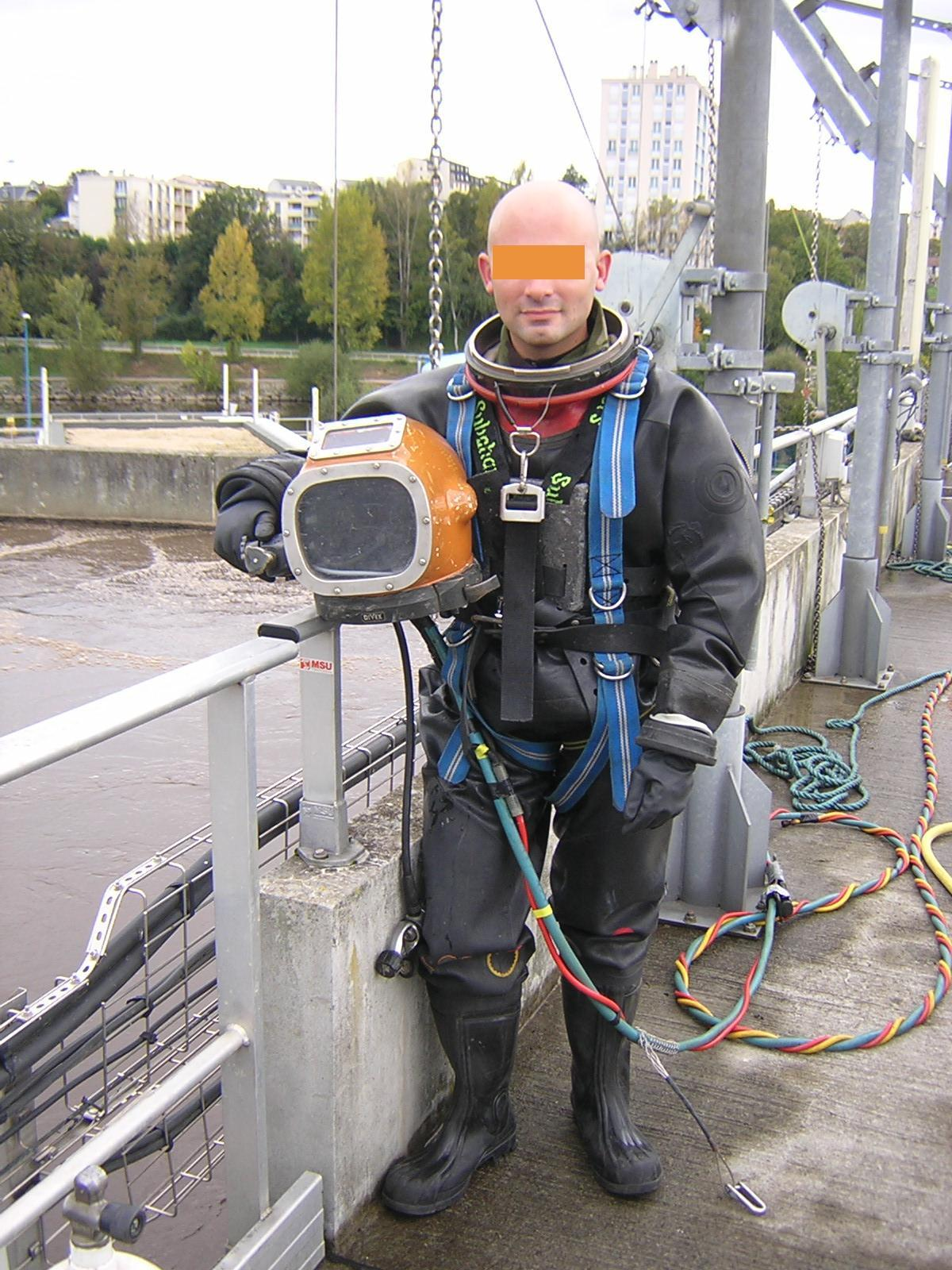
Scaphandrier en milieu pollué, ici équipé du casque aquadyne ah3.
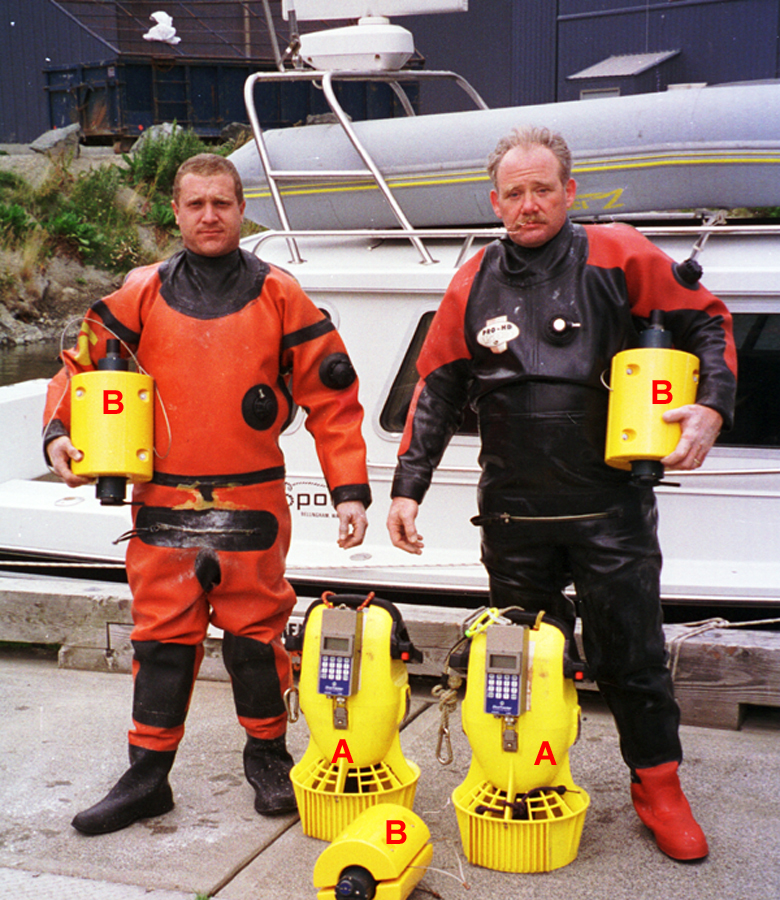
Scaphandriers s'apprêtant à placer un système sous-marin de positionnement acoustique (photographie de 1995).

## Exercice du métier dans le monde
La législation est totalement différente dans le reste du monde, par exemple en Afrique où le fait d'exercer ce métier n'est pas protégé par l'assurance de l'entreprise. Les risques financiers potentiels pour un scaphandrier après un accident y sont donc plus grands, tandis qu'en France ces risques sont moindres voire nuls comme chez les scaphandriers travaillant par exemple pour EDF[réf. nécessaire].
Le métier de scaphandrier n'est pas aisé car les conditions physiques y sont particulièrement épuisantes.